# Ділова журналістика
Ділова журналістика — професійний жанр, в якому журналісти відстежують, збирають, записують і аналізують інформацію, що стосується фінансів і бізнесу, що дає можливість представникам влади і ділових кіл обговорювати нагальні питання. І тематично, і за прийомами ділова преса позиціонована як антипод такому напрямку журналістики як жовта преса. Бізнес-журналісти покликані забезпечувати інформаційні потреби підприємництва, друкуючи матеріали. з метою створення інформаційного поля, що сприяє розвитку бізнесу. Мінусом є помітна розбіжність інтересів читацької аудиторії та інтересів видавців.

## Ділова комунікація як основна категорія ділової журналістики
Поняття ділової комунікації
Ділова комунікація - наймасовіший вид спілкування людей у соціумі (суспільстві). Культура ділової комунікації сприяє встановленню і розвитку відносин співробітництва і партнерства між колегами, керівниками і підлеглими, партнерами і конкурентами, багато в чому визначаючи їх (відносин) ефективність: чи будуть ці відносини успішно реалізовуватися в інтересах партнерів або ж стануть малозмістовними, неефективними, а то й зовсім припиняться, якщо партнери не знайдуть взаєморозуміння.
Види ділової комунікації
Залежно від різних ознак ділова комунікація ділиться на:
- усну - письмову (з точки зору форми мови); діалогічну - монологічну (з точки зору односпрямованість / двобічної мови між мовцем і слухачем);

- міжособистісну - публічну (з точки зору кількості учасників);

- безпосередню - опосередковану (з точки зору відсутності / наявності опосредующего апарату); контактну - дистантних (з точки зору положення комунікантів у просторі).

Форми ділової комунікації
Ділова комунікація існує у двох формах: письмовій та усній.
Письмова ділова мова, в якій реалізуються діалогічні відносини, представлена всіма видами ділових листів, документами, що фіксують соціально-правові відносини - контрактами (договорами), угодами і всіма типами супутніх документів.
Усне ділове мовлення, в якій реалізується діалогічні відносини, представлена жанрами ділових переговорів, зустрічей, консультацій і т. п.
Проте ділова комунікація може трактуватися і в більш вузькому сенсі - як діяльність, що передбачає досягнення певних інтересів, цілей у професійній сфері бізнесу.

## Фактори впливу на ділову журналістику
На розвиток ділової журналістики впливають:
- об'єктно-предметні наповнення (усі сфери суспільного та приватного життя «у форматі реалізації в цих сферах відносин з приводу виробництва, розподілу, обміну та споживання факторів виробництва. Вартостей, предметів виробничого та невиробничого споживання (товарів і послуг)»;

- методи, тобто підходи до подачі інформації, коли базисним суб'єктом виступає аудиторія, вторинним - працівник ЗМІ;

- характер аудиторій, з якими преса реалізує комунікативні відносини, т. зв. homo economicus (умовне поняття, уявлення про читача як раціонально мислячому суб'єкті, які будують свої плани по принципу отримання прибутку).